# Гласовац, Сабина
Сабина Гласовац (хорв. Sabina Glasovac; род. 20 мая 1978, Нашице, Осиецко-Бараньская жупания) — хорватский политический деятель. Заместитель председателя Социал-демократической партии Хорватии с 2020 года. Депутат Хорватского сабора (парламента) с 2015 года, заместитель председателя с 2020 года.

## Биография
Родилась 20 мая 1978 года в городе Нашице.
Выросла в городе Нашице, где окончила начальную и среднюю школу.
Окончила философский факультет Задарского университета. Получила профессию учителя немецкого и английского языка.
Работала в гимназии имени Франа Петрича (Франческо Патрици, Gimnazija Franje Petrića) в Задаре.

## Политическая карьера
По результатам местных выборов 2005 года избрана в Скупщину жупании Задарска. Стала самым молодым членом Скупщины.
С 2009 по 2018 год была членом городского совета Задара. В 2013—2017 годах баллотировалась в мэры Задара.
В июле 2012 года стала советником министра науки, образования и спорта, а через год правительство Республики Хорватия назначило её на должность помощника министра.
По результатам парламентских выборов 2015 года избрана депутатом Хорватского сабора по списку коалиции Социал-демократическая партия Хорватии — Хорватская народная партия — Либеральные демократы — Хорватская партия пенсионеров — Хорватские лейбористы — Партия труда — Автохтонная хорватская крестьянская партия — Загорская партия — Независимая демократическая сербская партия в 9-м избирательном округе.
Переизбрана на выборах 2016 года по списку коалиции Социал-демократическая партия Хорватии — Хорватская народная партия — Либеральные демократы — Хорватская партия пенсионеров — Хорватская крестьянская партия в 9-м избирательном округе.
Переизбрана на выборах 2020 года по списку коалиции Социал-демократическая партия Хорватии — Хорватская крестьянская партия — Хорватская партия пенсионеров — Снага – Партия народного и гражданского активизма — «Гражданско-либеральный союз» — «Истрийский демократический сабор» — «Приморско-горанский союз» в 4-м избирательном округе.
Переизбрана на выборах 2024 года по списку коалиции Социал-демократическая партия Хорватии — «Центр» — Хорватская крестьянская партия — «Далия Орешкович и люди с именем и фамилией» — Народная партия — Реформисты — «Гражданско-либеральный союз» в 9-м избирательном округе.
Была членом Комитета по образованию, науке и культуре (2016—2024, заместителем председателя в 2016—2019), Комитета по гендерному равенству (2016—2020, председателем в 2019—2020), Комитета по делам молодежи, семьи и спорта (2016—2020), Комитета по туризму (2016—2019), Комитета по межпарламентскому сотрудничеству (2016—2024), Комитета по европейским делам (2020), Комитета по Конституции, правилам процедуры и политической системе (2024), делегации в Парламентской ассамблее Союза для Средиземноморья (2016—2020), делегации в Парламентской ассамблее Совета Европы (2020—2024).
Является членом Комитета по внутренней политике и национальной безопасности (с 2024) и членом Комитета по обороне (с 2024).
На внутрипартийных выборах, состоявшихся в сентябре 2020 года, Сабина была избрана заместителем председателя Социал-демократической партии Хорватии.
На сессии, состоявшейся 16 октября 2020 года, избрана заместителем председателя Хорватского сабора. Переизбрана 24 мая 2024 года.